# 新华街街道 (银川市)
新华街街道，是中华人民共和国宁夏回族自治区銀川市兴庆区下辖的一个乡镇级行政单位。

## 行政区划
新华街街道下辖以下地区：
鼓楼社区、思宁社区、长城社区、正丰社区、富华社区和永安社区。